# The Servant in the House
 (août 2025).
Pour plus de détails, voir Fiche technique et Distribution.
The Servant in the House est un film américain réalisé par Jack Conway, sorti en 1920.

## Synopsis
Le révérend William Smythe, de son vrai nom Bill Smith, attend la visite de son frère, l'évêque de Benares, et de son riche beau-frère, l'évêque de Lancaster, de qui il espère obtenir des fonds pour restaurer sa vieille église. Benares, toutefois, se fait passer pour Manson, un serviteur. Robert, le troisième frère, boit depuis la mort de sa femme, dont il juge Lancaster en partie responsable. Manson, par sa générosité, va réconcilier les différents membres de la famille. 

## Fiche technique
- Titre : The Servant in the House
- Réalisation : Jack Conway
- Scénario : Lanier Bartlett, d'après la pièce The Servant in the House de Charles Rann Kennedy (en)
- Photographie : Elgin Lessley
- Production : H.O. Davis
- Société de production : Triangle Film Corporation
- Société de distribution : Film Booking Offices of America
- Pays de production :  États-Unis
- Langue originale : anglais
- Format : noir et blanc — 35 mm — 1,37:1 — Film muet
- Genre : drame
- Durée : 8 ou 9 bobines
- Date de sortie :
  - États-Unis : 20 juillet 1920 (première à Washington DC)
- Licence : Domaine public

## Distribution
- Jean Hersholt : Manson
- Jack Curtis : Robert Smith

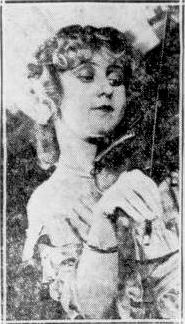
Clara Horton.

- Edward Peil Sr. : Bill Smith, alias William Smythe, frère de Robert
- Harvey Clark : l'évêque de Lancaster
- Clara Horton : Mary, la fille de Robert
- Zenaide Williams : Martha, la femme de Bill
- Claire Anderson : Mary, la femme de Robert
- John Gilbert : Percival
- Anna Dodge : la concierge